# Giorgio Cidri
Giorgio Cidri (Pola, 21 gennaio 1904 – Verona, 19 giugno 1947) è stato un allenatore di calcio e calciatore italiano, di ruolo ala.

## Carriera
Ha giocato nel Campionato di Prima Divisione con le maglie di Milan e Brescia.
Ha esordito nella nuova Serie A con il Legnano il 28 settembre 1930, nella partita Legnano-Genova 1893 (2-1).